# Lewiczynek
Lewiczynek – wieś w Polsce, położona w województwie wielkopolskim, w powiecie nowotomyskim, w północnej części gminy Miedzichowo. Wieś leży przy nieczynnej linii kolejowej Międzychód-Zbąszyń z przystankiem kolejowym Lewiczynek i drodze wojewódzkiej nr 160.
W Lewiczynku znajduje się składnica drewna.
W latach 1975–1998 miejscowość położona była w województwie gorzowskim.